# Vũ Thị Hằng
Vũ Thị Hằng (ur. 25 maja 1992) – wietnamska zapaśniczka w stylu wolnym. Zajęła 21 miejsce na mistrzostwach świata w 2017. Srebrna medalistka w mistrzostwach Azji z 2013 i brązowa w 2016 roku. Złoto na igrzyskach Azji Południowo-Wschodniej w 2013 roku. Zajęła 23 miejsce w mistrzostwach świata w 2013. Wicemistrzyni świata i Azji juniorów z 2012 roku.